# Campakamulya (Campaka Mulya)
Campakamulya is een bestuurslaag in het regentschap Cianjur van de provincie West-Java, Indonesië. Campakamulya telt 6400 inwoners (volkstelling 2010).